# Coniogramme serrulata
Coniogramme serrulata är en kantbräkenväxtart som först beskrevs av Bl., och fick sitt nu gällande namn av Fée. Coniogramme serrulata ingår i släktet Coniogramme och familjen Pteridaceae. Inga underarter finns listade.